# Горбатенко, Алексей Михайлович
Алексей Михайлович Горбатенко — советский военный, государственный и политический деятель, генерал-лейтенант.

## Биография
Родился 30 марта 1909 года в г. Батуми. Родом из села Голая Пристань Херсонской губернии Российской империи. Член КПСС с 1929 года.
С 1929 года — на военной службе, общественной и политической работе. В 1929—1964 гг. — курсант (окончил военное училище), командир взвода, комиссар полка, участник Великой Отечественной войны, заместитель начальника штаба по политической части 51-й армии, заместитель начальника штаба по политической части Центрального фронта, заместитель начальника штаба по политической части 1-го Белорусского фронта. После войны на политической работе в Советской Армии. Окончил Академию генерального штаба. С августа 1961 года по май 1963 года — член Военного Совета — начальник Политуправления Уральского военного округа. Потом — начальник управления организационно-партийной работы Главного политического управления Советской Армии и ВМФ.
Избирался депутатом Верховного Совета РСФСР 6-го созыва.
Умер 1 июля 1997 года. Похоронен на Митинском кладбище города Москвы.